# Лешерн фон Герценфельд, Карл Карлович
Карл Карлович Лешерн фон Герц(ен)фельд (нем. Karl Johann Löschern von Herzfeld; 1761—1818) — генерал-майор русской императорской армии, затем витебский и гродненский губернатор. Отец генерала И. К. Лешерна.

## Биография
Родился в Ревеле 11 (22) ноября 1761 года в семье лифляндских помещиков Карла-Вильгельма Лешерна (1734—1770) и жены его Катарины Елизаветы, урожденной фон Розенталь.
В военную службу был записан при Екатерине II — фурьером в артиллерию. После начала фактической службы, 29 января 1785 года был произведён в подпоручики.
В 1788 году принимал участие во русско-турецкой войне под начальством Потёмкина; находился в осадном корпусе при Очакове и 6 декабря во главе бомбардиров-охотников участвовал в штурме этой крепости, находясь в колонне полковника Горича. Получив за штурм следующий чин, он в 1789 году в чине капитана находился в качестве адъютанта генерала-аншефа Меллер-Закомельского при занятии крепости Бендеры. Участвовал в сражении при Килии 6 октября 1790 года.
По окончании военной кампании 24 июля 1791 года в чине майора он был переведён в Тверской карабинерный полк, с которым в 1792 году прибыл в Польшу. Здесь за бой 7 июня при деревне Зеленцы, где, командуя артиллерией авангарда, отбил атаку кавалерии и забрал у неприятеля 3 пушки, Лешерн был награждён орденом Св. Георгия 4-й степени (№ 926 (500); 28 июня 1792). В том же году он участвовал в сражениях при местечках Любарах и Дубене.
По Высочайшему повелению в 1792 году был зачислен волонтёром в прусские войска во время войны против французов. Получив за польскую кампанию чин подполковника, 21 марта 1797 года он был переведён в лейб-гвардии кирасирский Его Величества полк, но уже 1 октября был уволен Павлом I в отставку подполковником с правом ношения мундира.
В 1801 году при Александре I вновь принят на военную службу в чине полковника и 3 октября 1802 года был назначен командиром Рижского драгунского полка; 16 мая 1803 года произведён в генерал-майоры и назначен шефом вновь сформированного Курляндского драгунского полка. Прибыл в новый полк с эскадроном Рижского драгунского полка (7 обер-офицеров, 12 унтер-офицеров, 2 музыканта, 98 драгун и 10 нестроевых). В 1804 году за блестящее состояние вверенного ему полка получил высочайшую благодарность от императора.
В 1805 году во время войны с Францией совершил с полком поход в Шведскую Померанию в составе десантного корпуса графа П. А. Толстого. В декабре того же года вернулся в Россию.
Осенью 1806 года в составе 3-й дивизии вместе с полком участвовал в походе в Пруссию во время начавшейся новой войны с Францией. Шефствовал над полком до 9 апреля 1807 года, когда был уволен в отставку.
В 1812 году, до начала войны, 21 апреля был принят на службу, состоящим по армии при командующем 3-й Западной армией генерале от кавалерии А. П. Тормасове, 25 мая 1812 года был назначен Витебским гражданским губернатором с переименованием в действительного статского советника.
Указом Александра I от 14 февраля 1813 года и сенатским от 10 марта был назначен гродненским губернатором. Занимался восстановлением губернии после войны 1812 года, обеспечением российской армии продовольствием. Принимал участие в конфискации имений лиц, воевавших на стороне Франции. Осуществлял контроль над условиями содержания военнопленных.
Царским указом от 22 января 1816 года был переведён в герольдию Сената.
К 1816 году был членом петербургской ложи «Соединённые друзья». В 1818 году стал основателем ложи «Орла российского».
Скончался в отставке в Санкт-Петербурге в 1818 году в чине действительного статского советника. Был похоронен на Волковом лютеранском кладбище (вместе с женой).

## Награды
- орден Св. Георгия 4-й ст. (1792)

## Семья
Был женат (с 11 февраля 1795 года на дочери своего командира Меллер-Закомельского — баронессе Анне Меллер-Закомельской (1780—1858). Их старший сын Иоганн, как и отец дослужился до чина генерал-майора. Другие дети:
- Екатерина (1796—?)
- Елизавета (1797—?), замужем с 16.10.1821 за капитаном гвардии Фёдором Фредериксом, родственником по материнской линии
- Fredrik Alexander(1799-—1799)
- София (1807—?)